# Karna Olsson
Karna Maria Olsson, född 1 oktober 1947 i Lidköping, Västergötland, är en svensk textilkonstnär och bildkonstnär.

## Biografi och konstnärskap
Karna är född i Lidköping, men uppvuxen på västkusten utanför Kungälv. Efter studieåren på Konstindustriskolan i Göteborg så är hon sedan 1979 etablerad i Åmål, Dalsland.
Hon är verksam som textil- och bildkonstnär med särskild inriktning på sakral konst.

## Verk i urval
- Kyrkliga skrudar, 2005, Karlstads domkyrka
- Nära och fjärran, gobeläng (8 delar, 15 m2), 1999, Trefaldighetskyrkan Arvika
- Mässhake, Huaröds kyrka
- Årstiderna, gobeläng, 1987, församlingshemmet Bjurtjärns kyrka

## Priser och utmärkelser
- Sveriges Bildkonstnärsfonds Arbetsstipendium
- Älvsborgs läns landstings Kulturstipendium
- Åmåls Kulturstipendium[1]